# Новоселье (Новобугский район)
Новоселье (укр. Новосілля) — село в Новобугском районе Николаевской области Украины.
Население по переписи 2001 года составляло 239 человек. Почтовый индекс — 55610. Телефонный код — 5151. Занимает площадь 0,69 км².

## Местный совет
55600, Николаевская обл., Новобугский р-н, г. Новый Буг, ул. Ленина, 42